# Nomenclatura de cromosomas
La nomenclatura de los cromosomas, estudiados en citogenética, resulta sumamente útil a la hora de hacer referencia a un cromosoma en particular y a sus divisiones, siendo estas en orden decreciente de tamaño los brazos, las regiones, las bandas e interbandas, las subbandas y las subsubbandas, pudiendo localizar genes concretos o grupos de ellos.

## Historia

Cariograma humano masculino (cromosomas sexuales XY).

Los primeros trabajos sobre citogenética humana datan de 1956, y los debemos a Tijo y Levan, que desarrollaron las técnicas de análisis cromosómico determinando el número de cromosomas presentes normalmente en la especie, de los cuales 44 estaban presentes como cromosomas denominados autosomas o somáticos en ambos sexos y dos de ellos, los cromosomas sexuales o gonosomas denominados como X e Y, se presentaban de forma diferente en ambos sexos, encontrando los 46 cromosomas,  para el hombre: 44+XY (46,XY), y para la mujer: 44+XX (46,XX).

En 1960 se propuso, en el congreso de citogenética de Denver, ordenar los cromosomas por pares, guiándose por su tamaño y morfología, a lo que Patau se opuso argumentando que no solo esos parámetros serían suficientes para clasificarlos debidamente, proponiendo la división que posteriormente se aprobaría, la de los cromosomas en grupos nombrados de la A a la G. Desde que se perfeccionaran las técnicas de bandeo, que permitían una mayor resolución de los cromosomas, y desde las conferencias de París desde 1971 a 1975, se establece la ordenación de los cromosomas por pares del 1 al 22 y en los grupos de la A a la G, por tamaño decreciente y morfología, reservando a los sexuales el último lugar.

## Nomenclatura de bandas

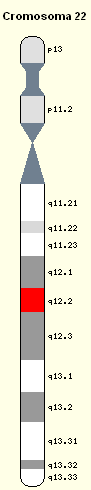
Cromosoma 22

El Internacional System for Human Cytogenetics Nomenclature (Sistema Internacional de Nomenclatura para la Citogenética Humana) es la autoridad reconocida para nombrar o formular los distintos tipos de cromosomas, normales o anormales, y sus distintas partes siguiendo los siguientes criterios básicos:
- El cromosoma y sus divisiones se van a nombrar a partir de números, y solo los brazos se nombrarán por p (brazo corto) y por q (brazo largo).
- Las regiones de cada brazo de centrómero a telómero en orden ascendente y el centrómero nunca es un región o parte de ella.
- Las bandas, subbandas y subsubbandas se numeran de igual forma que las regiones.
- Una banda que es cortada por la división de dos regiones formará parte de la región distal con respecto al centrómero, esto es, una banda que es cortada por dicha división será nombrada como la primera banda de la región más alejada del telómero y no contará para la región anterior.

El orden por tanto será en cromosomas metafásicos Cromosoma-Brazo-Región-Banda, a los cromosomas en prometafase se les añadirá la subbanda y a los cromosomas en profase la subbanda y la subsubbanda. Dando como ejemplo cualquiera el código 14q31.42 entendemos que se trata en primer lugar del cromosoma 14 y que hacemos referencia al brazo q (brazo largo), a la región 3, la banda 1 y, separado por un punto, la subbanda 4 y la subsubbanda 2, o lo que es lo mismo, estamos localizando a la subsubbanda 2 de la subbanda 4 de la banda 1 de la región 3 del brazo q del cromosoma 14. Para los cromosomas sexuales, sin embargo, no utilizaremos los números 23 o 24 sino las letras X e Y de manera que su código sería, tomando como ejemplo el anterior: Xq31.42 o Yq31.42.

## Nomenclatura de anomalías cromosómicas
En el cariotipo humano, pueden presentarse ciertas mutaciones que originan anomalías de carácter numérico y estructural, tanto en los autosomas como en los cromosomas sexuales. Para la nomenclatura de cromosomas se lleva a cabo la fórmula cromosómica, en las que añadimos, entre otras, las siguientes abreviaturas y símbolos:
- p: brazo corto del cromosoma.
- q: brazo largo del cromosoma.
- +: ganancia de un cromosoma completo.
- -: pérdida de un cromosoma completo.
- tel: telómero.
- r( ): cromosoma en anillo. Entre paréntesis ponemos el cromosoma involucrado.
- del( )( ): deleción de. En el primer paréntesis ponemos los cromosomas en los que se produce la deleción, y en el segundo de dónde a dónde se produce la deleción.
- ins: inserción de.
- dup: duplicación de.
- inv( )( ): inversión de. En el primer paréntesis ponemos los cromosomas en los que se produce la inversión, y en el segundo los extremos del segmento invertido.
- t: translocación de.
- mar: fragmento de ADN que no se sabe de donde procede, y se le designa el nombre de "cromosoma marcador".
- dic: cromosoma dicéntrico.
- dn: aberración cromosómica no heredada de los padres sino surgida de novo.
- h: región de heretocromatina.
- i: isocromosoma, es decir, cromosoma que tiene los dos brazos iguales ya sean dos brazos p o dos brazos q.
- .ish: cariotipo estudiado por FISH.
- mat: rearreglo de un cromosoma de origen materno.
- pat: rearreglo de un cromosoma de origen paterno.
- psu dic: cromosoma pseudodicéntrico, es decir, en el que solo uno de los centrómeros está activo.
- tri: trisomía.
- trp: triplicación de una porción de un cromosoma.